# 论文
論文（英語：thesis、article thesis、papers、articles），為自然科学或社会研究工作者在学术书籍或学术期刊上刊登，且用来进行科学研究、描述或呈现自己研究成果的文章。论文往往强调原创性的研究總結，但当然也可以是对前人研究總結的回顾及做出評論，后者也往往称为综述性文章（review），简称综述。論文集（collection of papers）则是彙集或选辑某一专题多篇学术论文的图书。
論文不僅是探討問題進行科學研究的手段，也是描述科研成果進行學術交流的工具。学年论文、畢業論文、學位論文、科技论文、成果论文等皆總稱為論文。代寫論文在部分地区是違法行為，例如台灣《學位授予法》第18條規定可由主管機關之教育部科處代寫人以及引誘代寫之行為人或負責人新台幣30萬圓以上100萬圓以下罰鍰。
论文的出版正在经历着重大变化，出现了从传统的印刷版到網路上电子格式的兴起。

## 历史
历史上最早的研究期刊是出版于17世纪的《皇家学会哲学通讯》。当时，出版论文是备受争议的事情；当时认为“一定要将新发现付诸文字”的做法不可思议而且荒谬。

## 语源学
英语的「thesis（论文）」一词源于希腊语 ，意思：「提出发表的事物」，并源于一个逻辑缜密的命题。「Dissertation（同指论文）」一词来源于Latin dissertātiō，意思「道路」。

## 结构与表达形式

### 结构
论文（thesis or dissertation）通常由范文（thesis by publication）和專著（monograph）组成，可包含附加页项，尽管很多研究生项目允许学生提交一份已出版论文的收录。一般的专论由题目页，摘要，目录 (文件系统)，多个章节（包括引言，文献综述，方法论，结果与讨论），以及按照目录学的参考书目部分组成，这些项目依照不同领域的研究（艺术，人文学科，社会科学，技术，自然科学等）会有结构上的区分，而一篇范文的章节由引言和对其他文献的客观综合性评价构成。
论文一般是报导某个研究计划，或者一项拓展性研究，论文或专题论文的主干是又对阐述研究方向，之前课题研究的批判性报告，研究方式以及项目调查成果组成，大多数世界一流大学采用多章节格式：a) 简要介绍研究课题，方法论，探究视野及重要程度；b) 文献综述，给出相关文献和研究问题相关性；c）方法论章节，解释研究的设计思路以及研究方案/情报收集/分析模式的选材缘由；d）数据章节，概括已收集到的研究情报；e）分析讨论章节，对数据整合并与其他文献结合研究讨论（本章把分析和讨论分為两部分）f）总结

### 其他
论文的结构不拘一格，应依照内容和作者个性选取最合适的行文方案。但是社会和自然科学领域的论文大多采用以下结构。
- 引言：写这篇文章的理由，作者需要向讀者交代寫这篇文章的目的及文章的創新之處，同時应適當提及先前相关的研究。
- 正文：詳細闡述如何完成这项研究，包括介绍實驗過程及研究樣本，為主題提供實證研究。正文部分通常又包括研究方法、研究資料及樣本、實證結果、討論等。
- 結論：总结文章的观点并评论文章潜在的应用价值。
- 謝辭（非必要）：向资助單位以及提供帮助的人士表示感谢。
- 参考文献：在研究中参考的文献資料。不同期刊往往对参考文献的格式有不同的要求（如APA格式等）。
- 註釋（非必要）：对部分语句进一步阐述。
- 附錄（非必要）：对一些正文中未提及的问题做详细阐述。通常为一些细节、定理推导等。

另外，论文一般都提供摘要及關鍵字。摘要是概括全文主旨、主要觀點、发现以及創新之處等的一段文字；關鍵字是若干描述文章所属领域的辭彙，便於論文的分類及檢索。

## 发表过程
当投稿人完成一份学术工作的总结后，通常是在学术期刊发表，文章将刊载并检讨现有研究成果或结果。 在投稿后，可能需要接受同行评审，审稿人（同一领域的学者）将检查文件内容是否适合在刊物上出版，这个过程耗时1-3个月。论文作者最后会得到意见告知接受或拒绝出版。争议话题可能获得额外的审查，这些严格的审查政策都是为了维持学术期刊的高水准名誉。